# Grzegorz Panfil
Grzegorz Panfil (* 1. ledna 1988 Zabrze) je levoruký polský profesionální tenista. Ve své dosavadní kariéře nevyhrál na okruzích ATP World Tour a ATP Challenger Tour žádný turnaj. Na okruhu ITF získal do května 2017 jedenáct titulů ve dvouhře a dvacet devět ve čtyřhře. Nastupuje za polský tenisový klub Górnik Bytom.
Na žebříčku ATP byl ve dvouhře nejvýše klasifikován v červnu 2016 na 238. místě a ve čtyřhře pak v květnu 2017 na 263. místě. Trénuje ho Aleksander Panfil.
V polském daviscupovém týmu debutoval v roce 2009 čtvrtfinále 1. skupiny zóny Evropy a Afriky proti Belgii, v němž prohrál čtyřhru po boku Marcina Matkowského i čtvrtou dvouhru s Olivierem Rochusem. Do září 2017 v soutěži nastoupil ke třem mezistátním utkáním s bilancí 3–2 ve dvouhře a 0–1 ve čtyřhře.

## Tenisová kariéra
Spolu s krajanem Błażejem Koniuszem vyhráli juniorku čtyřhry na Australian Open 2006, když ve finále porazili americký pár Kellen Damico a Nathaniel Schnugg po dvousetovém průběhu. Jednalo se o vůbec první výhradně polskou dvojici, která triumfovala v juniorské čtyřhře Grand Slamu. Od sezóny 2005 nastupuje na nižších mužských okruzích Futures a ATP Challenger.
Na okruhu ATP debutoval v srpnu 2006 během antukového Orange Prokom Open v Sopotech. V soutěži dvouhry vypadl v úvodním kole s nizozemským hráčem Raemonem Sluiterem 1–6 a 3–6. Do čtyřhry nastoupil v páru s krajanem Michałem Przysiężnym na divokou kartu. Po výhře nad americko-belgickou dvojicí Hugo Armando a Christophe Rochus, postoupili přes český pár Jaroslav Levinský a David Škoch do semifinále. V něm nestačili na čtvrté nasazené Argentince Martína Garcíu a Sebastiána Prieta po setech 4–6 a 2–6.
V polovině prosince 2013 web sportowefakty.pl oznámil, že v polském týmu pro Hopman Cup 2014 nahradil původně nominovaného Jerzyho Janowicze. Na žebříčku ATP mu tehdy patřilo 288. místo. K výměně došlo po losu turnaje a Polsko tak zůstalo prvním nasazeným družstvem. Na turnaji překvapivě porazil Itala Andrease Seppiho a Kanaďana Milose Raonice. Podlehl naopak Australanu Bernardu Tomicovi. V páru s Agnieszkou Radwańskou vyhráli základní skupinu. Ve finále pak nestačili na Francii 1:2, když o vítězi rozhodla až závěrečná smíšená čtyřhra.
Debut v nejvyšší grandslamové kategorii zaznamenal v kvalifikaci mužského singlu Australian Open 2014. do níž nastoupil jako náhradník. V úvodním kole však nenašel recept na Itala Lorenzo Giustina po třísetovém průběhu.